# Diecezja Mohale’s Hoek
Diecezja Mohale’s Hoek (łac.: Dioecesis Mohaleshoekensis) – rzymskokatolicka diecezja w Lesotho, obejmująca swoim zasięgiem część terytorium kraju.
Siedziba biskupa znajduje się przy Katedrze św. Patryka w Mohale’s Hoek.

## Historia
- Diecezja Mohale’s Hoek powstała 10 listopada 1977

## Biskupi
- ordynariusz: bp John Joale Tlhomola SCP

## Podział administracyjny
W skład diecezji Mohale’s Hoek wchodzi 15 parafii

## Główne świątynie
- Katedra: Katedra św. Patryka w Mohale’s Hoek